# IgroMir
IgroMir (rusky Игромир, doslova Herní svět) je veletrh počítačových her, který se každoročně koná v Rusku. Jedná se o první akci tohoto druhu. Organizátorem akce je výbor Konference vývojářů videoher. První ročník se konal v roce 2006 na Všeruském výstavišti.

## Návštěvnost
- 2006: 25 000[1]
- 2007: 50 000[2]
- 2008: 65 000[3]
- 2009: 82 000[4]
- 2010: 90 000[5]
- 2011: 95 000
- 2012: 105 000
- 2013: 130 000
- 2014: 157 000[6]
- 2015: 162 000[7]
- 2016: 163 000[8]
- 2017: 165 000
- 2018: 170 000